# Aku Aku (personnage)
Pour les articles homonymes, voir Aku Aku.
Aku Aku est un personnage de jeu vidéo apparaissant dans la série Crash Bandicoot. Il est, avec Crash Bandicoot, le seul personnage à apparaître dans tous les jeux de la série.
Comme déclaré dans le manuel de Crash Bandicoot, Aku Aku est un masque vaudou qui veille sur les îles Wumpa. Quand il n'oblige pas Crash et Coco à arrêter le Docteur Neo Cortex, il se lie d'amitié avec eux et éparpille des copies de lui-même pour les soutenir dans les aventures qu'ils parcourent. Ses copies sont cachées dans des caisses en bois, et dès la destruction de la caisse par Crash, le masque est libéré. Dès que Crash ou Coco obtiennent trois fois Aku Aku consécutivement, ils deviennent invincibles pendant un certain temps. De plus, Aku Aku est capable de prendre le contrôle des Titans dans Crash of the Titans, afin d'aider Crash. Ce dernier peut également aider Crash à avancer plus vite en lui servant de skateboard. Interprété par Sylvain Lemarié, il est représenté comme bouclier à usage unique.

## Conception et création
Aku Aku a été créé par Charles Zembillas et Joe Pearson, comme la plupart d'autres personnages à cette époque. Il a été remodelisé par Raine Anderson en 2007.

## Caractéristiques

### Personnalité
Aku Aku se soucie profondément de la Terre et également de ceux qui vivent dessus, protégeant Crash n'importe où et n'importe quand, et il agit tel un père pour Crash Bandicoot et sa famille. Aku Aku fait son possible pour protéger la Planète Terre du Mal. Cela explique pourquoi il enferma son jumeau maléfique Uka Uka dans le Temple Mojo de l'île Wumpa. Dans l'ensemble, Aku Aku sait se montrer bon, bénévole, sage, patient et a un esprit sympathique à l'écoute de tous.
La personnalité d'Aku Aku s'est étendue depuis Crash of the Titans. Tandis qu'Aku Aku reste un individu sévère pendant la plupart du temps, il est capable de montrer un côté plein d'esprit occasionnel, un trait montré quand il compare rapidement le Temple Mojo au Texas School Book Territory, démontré avec ses descriptions des ennemis dans le jeu.

## Apparitions dans les séries des Crash Bandicoot
- Crash Bandicoot
- Crash Bandicoot 2: Cortex Strikes Back
- Crash Bandicoot 3: Warped
- Crash Team Racing
- Crash Bash
- Crash Bandicoot : la Vengeance de Cortex
- Crash Bandicoot XS
- Crash Bandicoot 2: N-Tranced
- Crash Nitro Kart
- Crash Bandicoot: Fusion
- Crash Twinsanity
- Crash Tag Team Racing
- Crash Boom Bang!
- Crash of the Titans
- Crash : Génération Mutant
- Crash Bandicoot: N. Sane Trilogy
- Crash Team Racing: Nitro-Fueled
- Crash Bandicoot 4: It's About Time